# نيك تومسون (لاعب هوكي الحقل)
نيك تومسون (بالإنجليزية: Nick Thompson)‏ هو لاعب هوكي الحقل بريطاني، ولد في 6 أغسطس 1965.

## وصلات خارجية
- نيك تومسون على موقع الاتحاد الدولي للهوكي (الإنجليزية)
- نيك تومسون على موقع أوليمبيديا (الإنجليزية)